# 常持琇
常持琇（1920年—2010年3月2日），生於中國山東，前中華民國陸軍中將。在美麗島事件中，以南部地區警備司令身分負責指揮鎮壓民主運動。

## 生平
常持琇祖籍山東省堂邑縣（今山東省聊城市堂邑鎮），歷代以農為生，家境貧寒，其父為常廣雲，母為常于氏，為家中長子，下有二個弟弟、二個妹妹。家中支持常持琇赴府城就讀初中，後又考取山東省立第三師範。1937年畢業，隨即赴武漢，投考黃埔軍校十四期砲科，於畢業時留校任助教，擔任帶領十五期學弟為區隊長。
1941年始離校，調西北胡宗南麾下之國民革命軍第一軍七十八師，歷任上尉連長、少校作戰參謀。1944年升任營長，在職期間參與中條山會戰。1945年中國抗日戰爭結束，後赴重慶考入陸軍大學二十一期正規班，在學期間結識周麗華，後於南京成婚，育有一子二女。1948年陸軍大學結業，即入兵學研究所十六期。
1949年隨國民政府撤退到台灣，此間，常持琇得陸軍第二十一兵團司令劉壽公任命兵團作戰處襄助張國英將軍任中校科長，1951年以原階升任陸軍五十軍作戰處長。1953年調任陸軍二十七師七十九團團長，創中校任團長之先例。1955年奉調國防大學聯戰系進修，畢業後留校任教官晉升上校，升級後奉調陸軍第十軍上校參謀長。
1958年常氏隨軍移防金門兼金防部副參謀長，此時八二三砲戰發生，參謀長中傷送醫，其職務由將軍代襄助司令官胡璉上將。常氏於砲戰中腿部負傷，因戰功攜傷任命升調至陸軍六十九師師長，該師係在抗戰時期以「十萬青年十萬軍」成軍的二0七師為基礎而改變的陸軍精銳部隊，常持琇接任時為上校官階，其副師長為少將官階，亦創下軍中之首例。常持琇接任師長後仍駐守金門，賡續執行藏於坑道下之工事政策。
1959年率部隊返台整訓後擔任護衛首都之責，1961年卸任、入實踐學社石牌聯戰班二期受教，後由總統蔣介石選拔擔任國光作業室副主任，襄助草擬國光計畫，後因國際環境牽制、國內政情變化而停止。1963年晉升少將，於1966年調任陸軍第一士官學校校長，1969年調升國防部計劃次長室（聯五）中將執行官。
至1976年應鄭為元上將之命調任中部地區警備司令，後因高雄市升格為直轄市，蔣經國命鄭為元遴選資深中將調高雄市座鎮南部，常持琇獲選改任南部地區警備司令，並將原在台南市駐地移至高雄就職，掌理南部六縣市。
擔任南部地區警備司令期間，發生美麗島事件。美麗島雜誌社在高雄舉辦抗議活動，活動指揮官黃信介與常持琇進行交涉，希望讓活動順利進行。但遭到常持琇拒絕，出動了員警與憲兵，將抗議群眾包圍。至抗議民眾出現騷動，開始攻擊維安人員時，常持琇出動憲警進行逮捕與驅離。
在美麗島事件後，常持琇成為台灣近代治安史上首宗首長未因此事件而下台之案例，因鎮壓有功，在事後擢升台灣軍管區副司令乙職。常持琇在美麗島事件中的角色，後世有所爭議，支持者認為常持琇以未持槍之憲兵擔任鎮暴之責，減少了群眾受傷人數，被許多媒體與黨外人士譽為「當代最具有民主素養之將軍」。但是也有歷史學者懷疑，先行鎮壓，包圍群眾，等待群眾騷動再一舉逮捕的口袋戰術是由常持琇設計。
限齡退休後轉任欣中天然氣總經理，在職期間建議董事長以餘資購置土地，並將公司作業電腦化。後受中央警察大學禮聘擔任講座教授。晚年罹患疾病，於2010年3月2日去世。